# N. Simrock
Н. Зимрок (нем. Musikverlag N. Simrock, Simrock Verlag, Simrock) — немецкое музыкальное издательство, основанное Николаусом Зимроком в 1793 году. В 1929 году приобретено Антоном Бенджамином. Издательство публиковало произведения классических немецких композиторов XIX века.

## История

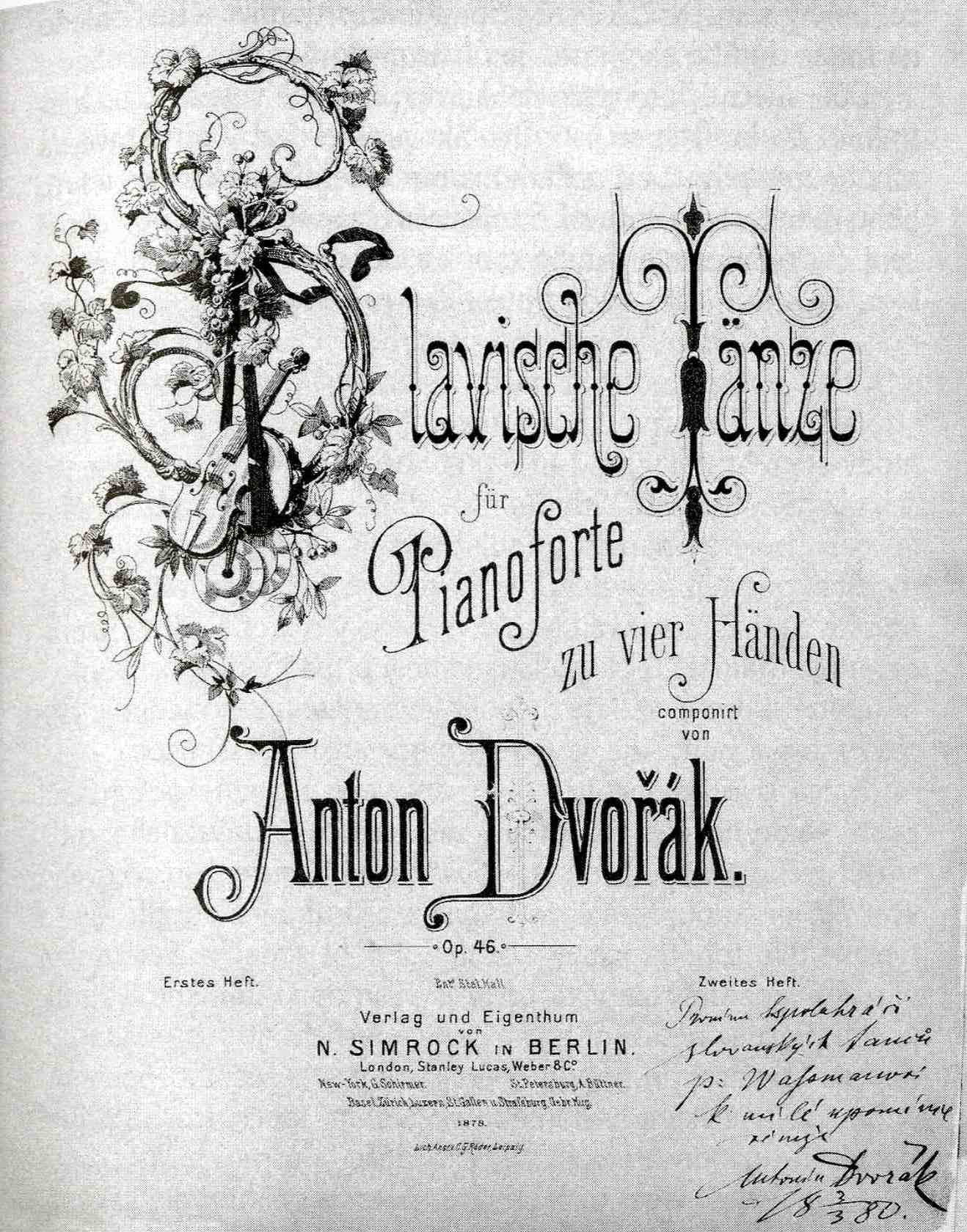
Титульный лист « Славянских танцев», соч. 46 и 72 Дворжака в его версии для фортепиано в четыре руки.

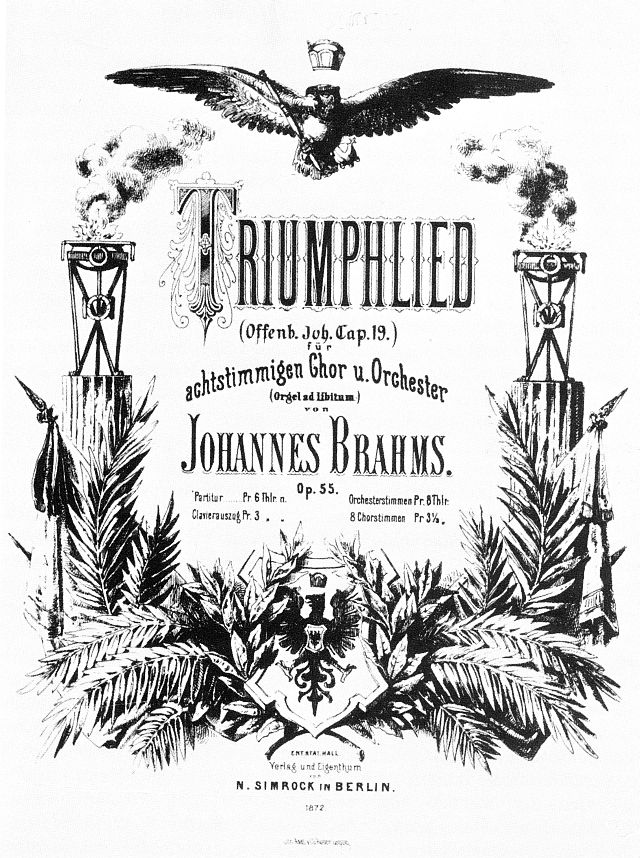
Титульная страница Triumphlied, соч. 55 Брамса.

Издательский дом основан в 1793 году в Бонне Николаусом Зимроком, другом Бетховена.
В первой половине XIX века руководство перешло к его сыну, Петру-Иосифу (1792—1868) Зимроку. В 1870 году Фриц Зимрок, внук основателя, перевел издательство в Берлин.
В последующие годы племянник Франца, Ганс Симрок, значительно расширил предприятие и приобрел музыкальное издание Бартольфа Зенффа в Лейпциге в 1907 году. С 1911 года в течение нескольких лет дом Симрока был объединен с издательством Альберта Ана (Ahn & Simrock), со штаб-квартирами в Бонне и Берлине. В 1929 году предприятие было продано лейпцигскому издателю Антону Бенджамину,. В 1951 году Бенджамин вновь перевел его Гамбург. В 2002 году издательство было приобретено Boosey & Hawkes.
Часть архивов издательского дома пострадали или были утеряны во время Второй мировой войны. Остальные хранятся в Саксонском государственном архиве в Лейпциге.

Simrock издавал сочинения композиторов первого ряда, в том числе Вольфганга Амадея Моцарта (публикация рукописной копии «Волшебной флейты»), Йозефа Гайдна, Людвига ван Бетховена, Роберта Шумана (в том числе его Третьей симфонии), Иоганнеса Брамса, Феликса Мендельсона (издание ораторий «Элия» и «Павел»), Макса Бруха (Концерт для скрипки № 1), Антонина Дворжака (симфоническая поэма «Водяной»), Йозефа Сука.